# Mesoleius omolon
Mesoleius omolon là một loài tò vò trong họ Ichneumonidae.